# Трансформърс 3
„Трансформърс 3“ или „Трансформърс: От тъмната страна на Луната“ (на английски: Transformers: Dark of the Moon) е американски научнофантастичен екшън филм от 2011 г. на режисьора Майкъл Бей, базиран на линията играчки „Трансформърс“ от Hasbro. Това е третият филм от поредицата „Трансформърс“ и е продължение на „Трансформърс: Отмъщението“ (2009). Това е също първият филм от поредицата, който не е копродуциран от Дриймуъркс Пикчърс, който оставя Парамаунт Пикчърс да бъде самостоятелен разпространител. Във филма участват Шая Лабъф, Джош Дъмел, Джон Туртуро, Тайрис Гибсън, Роузи Хънтингтън-Уайтли, Патрик Демпси, Кевин Дън, Джули Уайт, Джон Малкович и Франсис Макдорманд.

## В България
В България филмът е пуснат по кината на 29 юни 2011 г. от „Форум Филм България“.
На 10 ноември 2013 г. е излъчен по „Нова телевизия“. Дублажът е записан с войсоувър в студио „Александра Аудио“. Екипът се състои от:
| Изпълнителен продуцент | Васил Новаков                                                                        |
| Преводач               | Ралица Кунчева                                                                       |
| Озвучаващи артисти     | Цветослава Симеонова Христо Димитров Петър Калчев Петър Бонев Стефан Сърчаджиев-Съра |
| Тонрежисьор            | Пламен Пенев                                                                         |
| Режисьор на дублажа    | Георги Стоянов                                                                       |